# Rózsa Vera
Rózsa Vera (Budapest, 1917. május 16. – London, 2010. október 15.) énekesnő (alt), énektanár, zenei pedagógus.

## Élete és munkája
Háromgyermekes pedagóguscsaládban nőtt fel. Édesapja tehetséges műkedvelő hegedűs volt.
A budapesti Zeneakadémián kezdte felsőbb zenei tanulmányait karmesteri szakon, majd átváltott énekszakra. A Zeneakadémiára Kodály Zoltán vette fel, majd egyik professzora is lett.
Első fellépései közé tartozott az OMIKE Művészakció keretében Händel Júdás Makkabeus című oratóriumának előadásán az egyik zsidó nő szerepe. 1943-ban debütált Cherubinoként Mozart Figaro házassága című darabjának előadásán az OMIKE operaegyüttesében.
Első férje, a kiváló karmester, zeneszerző és kritikus Weiner László a holokauszt áldozatává vált. Férje deportálása után Rózsa Vera egy darabig bujkált, majd a svéd nagykövetségen dolgozott, ahol Raoul Wallenberg a nácizmus üldözötteinek menekítő akcióit szervezte.
Az 1945–1946-os évadban a Magyar Állami Operaház, 1946–49-ben a bécsi Staatsoper tagja volt, ahol Rossini Sevillai borbélyának Rosinájaként debütált 1946. június 1-jén. Tagsága alatt kilencvenötször szerepelt itt. Ígéretes színpadi karrierjét betegsége szakította meg. Dalénekesként is elismert volt, számos modern mű bemutatója fűződik a nevéhez.
Weiner László halála után újból férjhez ment, a brit Ralph Nordellhez, akivel Budapesten ismerkedett meg, de Rómában házasodtak össze. 1955-ben költöztek Londonba, ahol Rózsa Vera tanítással foglalkozott.
Tanítványaitól magas szintet követelt meg, ő maga „kegyetlenül szókimondó”, de sok más énektanártól eltérően őszintén érdekelte tanítványai tehetségének  maximális kifejlesztése, a már sokszor praktizáló hallgatók énekhangja sajátosságainak kihasználása és továbbfejlesztése.
Rózsa Vera már a londoni Guildhall School of Music and Drama nevű zenei tanintézet tanári feladatai ellátásával egyidőben kezdett el mesterkurzusokat tartani jó néhány országban. Később magántanárként folytatta munkáját. Számos nagyhírű tanítványa között van Sarah Walker, Kiri Te Kanawa, Agathe Martel, Karita Mattila, Tom Krause, Martina Bovet, Anne Sofie von Otter, Marie-Adele McArthur és Komlósi Ildikó is.
Sokat tett Weiner László életművének felélesztése, előadása, kiadása érdekében.

## Főbb szerepei
- Bizet: Carmen — címszerep
- de Falla: A háromszögletű kalap — [énekes]
- Mozart: Figaro lakodalma — Cherubino
- Muszorgszkij: Borisz Godunov — Fjodor
- Offenbach: Hoffmann meséi — Antónia anyjának hangja
- Rossini: Hamupipőke — címszerep
- Rossini: A sevillai borbély — Rosina
- Johann Strauss d. S.: A cigánybáró — Piroska
- Johann Strauss d. S.: Egy éj Velencében — Petronilla
- Verdi: A trubadúr — Azucena
- Verdi: Rigoletto — Giovanna
- Verdi: La Traviata — Annina
- Richard Wagner: Lohengrin — Egy apród

## Kitüntetései
1991-ben a Brit Birodalom Rendjének Tisztje kitüntetést kapta (Order of the British Empire), 1999-ben pedig megválasztották London díszpolgárának – Kossuth Lajos óta ő az első magyar, aki ebben a kitüntetésben részesült.

## Róla készül dokumentumfilm
A Finn Közszolgálati Televízió (YLE) dokumentumfilmet készített róla Vera Rozsa – Mother of Stars (Rózsa Vera – Csillagok anyja) cimen 1997-ben, Tiina-Maija Lehtonen rendezésében. (A film időtartama 50 perc.)

## Külső hivatkozások
- Liszt Ferenc Zeneművészeti Egyetem. [2006. december 5-i dátummal az eredetiből archiválva]. (Hozzáférés: 2007. október 21.)
- Guildhall School of Music and Drama (angol nyelven). (Hozzáférés: 2007. október 22.)
- Feuer Mária: Interjú Rózsa Verával (képek is), 2000. április. (Hozzáférés: 2007. október 22.)
- Nekrológja a The Telegraph-ban (2010. október 20.) (Hozzáférés: 2019. május 18.)

## Kapcsolódó oldalak
- Goldmark Színház
- Országos Magyar Izraelita Közművelődési Egyesület